# Marlon Medranda
Marlon Joel Medranda Valencia (Santo Domingo, Ecuador, 19 de mayo de 1999) es un futbolista ecuatoriano que juega como defensa y su equipo actual es Técnico Universitario de la Serie A de Ecuador.

## Selección nacional

### Categorías inferiores
Fue internacional con la selección sub-20 de Ecuador, con la cual participó en el Sudamericano sub-20 de 2019 realizado en Chile. Su debut en el torneo fue el 22 de enero en la victoria 1-0 ante Argentina por la primera fase, luego disputó su segundo encuentro el 7 de febrero tras entrar al cambio por Diego Palacios en el minuto 87 en un empate 0-0 ante Brasil por la cuarta fecha del hexagonal final. Al final del torneo Ecuador se coronó campeón al vencer 3-0 a Venezuela en la última jornada.

#### Participaciones en Sudamericanos
| Campeonato                  | Sede  | Resultado | Partidos | Goles |
| --------------------------- | ----- | --------- | -------- | ----- |
| Sudamericano Sub-20 de 2019 | Chile | Campeón   | 2        | 0     |

## Estadísticas

### Clubes
Actualizado al último partido disputado el 17 de agosto de 2025.
| Club                            | Div.          | Temporada     | Liga  | Liga  | Copas nacionales | Copas nacionales | Copas internacionales | Copas internacionales | Total | Total |
| Club                            | Div.          | Temporada     | Part. | Goles | Part.            | Goles            | Part.                 | Goles                 | Part. | Goles |
| ------------------------------- | ------------- | ------------- | ----- | ----- | ---------------- | ---------------- | --------------------- | --------------------- | ----- | ----- |
| Orense · Ecuador                | 2.ª           | 2018          | —     | —     | 1                | 0                | —                     | —                     | 1     | 0     |
| Orense · Ecuador                | 2.ª           | 2019          | 18    | 1     | —                | —                | —                     | —                     | 18    | 1     |
| Orense · Ecuador                | 1.ª           | 2020          | 9     | 0     | —                | —                | —                     | —                     | 9     | 0     |
| Gualaceo · Ecuador              | 2.ª           | 2021          | 34    | 0     | —                | —                | —                     | —                     | 34    | 0     |
| Gualaceo · Ecuador              | Total club    | Total club    | 34    | 0     | 0                | 0                | 0                     | 0                     | 34    | 0     |
| Orense · Ecuador                | 1.ª           | 2022          | 1     | 0     | —                | —                | —                     | —                     | 1     | 0     |
| Orense · Ecuador                | Total club    | Total club    | 28    | 1     | 1                | 0                | 0                     | 0                     | 29    | 1     |
| Técnico Universitario · Ecuador | 1.ª           | 2022          | 10    | 0     | —                | —                | —                     | —                     | 10    | 0     |
| Técnico Universitario · Ecuador | 1.ª           | 2023          | 22    | 0     | —                | —                | —                     | —                     | 22    | 0     |
| Técnico Universitario · Ecuador | 1.ª           | 2024          | 29    | 0     | 2                | 0                | 1                     | 0                     | 32    | 0     |
| Técnico Universitario · Ecuador | 1.ª           | 2025          | 18    | 0     | 0                | 0                | —                     | —                     | 18    | 0     |
| Técnico Universitario · Ecuador | Total club    | Total club    | 79    | 0     | 2                | 0                | 1                     | 0                     | 82    | 0     |
| Total carrera                   | Total carrera | Total carrera | 141   | 1     | 3                | 0                | 1                     | 0                     | 145   | 1     |
| 1. 2.                           |               |               |       |       |                  |                  |                       |                       |       |       |

## Palmarés

### Campeonatos nacionales
| Título             | Club   | País    | Año  |
| ------------------ | ------ | ------- | ---- |
| Serie B de Ecuador | Orense | Ecuador | 2019 |

### Campeonatos internacionales
| Título              | Equipo         | Año  |
| ------------------- | -------------- | ---- |
| Sudamericano Sub-20 | Ecuador sub-20 | 2019 |